# چورچو
چورچو (به پرتغالی: Chorrochó) یک منطقهٔ مسکونی در برزیل است که در باهیا واقع شده‌است. چورچو ۱۱٬۲۰۰ نفر جمعیت دارد.